# Norton Sound (Schiff)
Die USS Norton Sound (AV-11/AVM-1) war eine ursprünglich im Januar 1945 als Flugzeugmutterschiff in Dienst gestellte Einheit der 
Currituck-Klasse. 1948 wurde sie zu einem Versuchsschiff für Lenkflugkörper umgerüstet und testete in dieser Funktion eine Vielzahl neuer Waffensysteme, die später erfolgreich auf Kriegsschiffen der United States Navy genutzt wurden. 1962 bis 1964 wurde die Norton Sound für neue Waffensysteme komplett umgebaut und blieb anschließend noch bis Dezember 1986 im aktiven Dienst. 1989 erfolgte der Abbruch des Schiffes.

## Geschichte

### Zweiter Weltkrieg
Die Norton Sound wurde am 7. September 1942 als Einheit der Currituck-Klasse in der Werft der Los Angeles Shipbuilding & Dry Dock Company in San Pedro auf Kiel gelegt und lief am 28. November 1943 vom Stapel. Die Indienststellung erfolgte am 8. Januar 1945 unter dem Kommando von Captain Ben Scott Custer.
Nach Testfahrten im Pazifik wurde die Norton Sound nach Pearl Harbor verlegt. Von dort aus absolvierte sie Übungseinsätze und lag ab April 1945 als Flugzeugmutterschiff vor Saipan. Von Mai bis Juni lag das Schiff vor den Kerama-Inseln und beteiligte sich dort aktiv an der Abwehr japanischer Luftangriffe. Nach Kriegsende verblieb die Norton Sound noch bis Oktober 1945 als Teil der Besatzungsmacht in Japan und war anschließend in China stationiert. Für seine Verdienste wurde das Schiff mit zwei Battle Stars ausgezeichnet.

### Nachkriegsjahre und Dienstzeit als Versuchsschiff
Nach der Rückkehr in die Vereinigten Staaten im April 1946 absolvierte die Norton Sound Übungen an der amerikanischen Ostküste. 1948 wurde das Schiff in der Philadelphia Naval Shipyard über einen Zeitraum von sieben Monaten zum Versuchsschiff für Lenkflugkörper umgerüstet. Der Umbau war im Oktober 1948 beendet. Heimathafen war fortan das kalifornische Port Hueneme.
Nach Tests mit Wetterballons wurden an Bord der Norton Sound diverse neue Lenkflugkörper getestet. So wurden im Februar 1949 Aerobee-Raketen auf dem Schiff installiert. Zudem fanden weiterhin auch Tests mit Wetterballons statt, unter anderem am Äquator. Nach einem erneuten Umbau in San Francisco von Februar bis März 1950 war die Norton Sound in der Lage, eine fünf Tonnen schwere Viking-Rakete abzufeuern.
In den folgenden Jahren wurde das Schiff immer wieder modernisiert und umgebaut, um neue Lenkflugkörper mitführen zu können. So testete die Norton Sound in ihrer Dienstzeit Waffensysteme vom Typ RIM-2 Terrier und RIM-24 Tartar  noch vor deren Einführung auf anderen Kriegsschiffen der United States Navy.
Im August und September 1958 war die Norton Sound ein wichtiger Bestandteil der Operation Argus, bei der sie von ihrem Deck aus drei Trägerraketen mit kleineren Atombomben abfeuerte, die anschließend in einer Höhe von etwa 300 Kilometern detonierten. Hierbei handelte es sich nicht nur um den einzigen Atomtest im Atlantik, sondern auch um den ersten Abschuss einer ballistischen Rakete mit nuklearem Sprengstoff.
Von November 1962 bis Frühjahr 1964 wurde das Schiff in Baltimore umgebaut, wodurch sich vor allem die Aufbauten äußerlich stark veränderten. Neben Flugabwehrraketen vom Typ RIM-50 Typhon LR erhielt die Norton Sound hierbei ein neues Radarsystem von Typ AN/SPG-59, das auf der Kommandobrücke platziert wurde. Am 20. Juni 1964 kehrte das Schiff wieder in den Dienst zurück.
In den nächsten Jahren erfolgten Tests für Elektronische Gegenmaßnahmen und Kreiselinstrumente. 1973 erhielt die Norton Sound als erstes Schiff der United States Navy das Aegis-Kampfsystem, welches nach den erfolgreichen Tests an Bord auf allen späteren Kreuzern und Zerstörern der Vereinigten Staaten zum Einsatz kam. Ebenfalls als erstes Schiff erhielt die Norton Sound 1981 eine Senkrechtstartanlage für Flugkörper, die später auf den Einheiten der Ticonderoga-Klasse und der Arleigh-Burke-Klasse Verwendung fand.
Nach 41 Dienstjahren wurde die Norton Sound am 11. Dezember 1986 ausgemustert und am 26. Januar 1987 aus dem Naval Vessel Register gestrichen. Das Schiff verbrachte längere Zeit in der Reserveflotte, ehe es am 20. Oktober 1988 nach Taiwan verkauft wurde. Dort erfolgte 1989 der Abbruch.